# Paul Ledoux (Schriftsteller)
Paul Ledoux (* 1949 in Halifax, Nova Scotia) ist ein kanadischer Schriftsteller.
Nach einem Geschichtsstudium an der Dalhousie University (bis 1972) studierte Ledoux bis 1976 am Nova Scotia College of Art and Design. Er arbeitete danach als Dramaturg und Autor für Theater, Film und Fernsehen.
Sein erstes Theaterstück, The Electrical Man gewann den Quebec Drama Festival Award 1975. Für das Musical Fire, ein Gemeinschaftswerk mit David Young, erhielt er den Chalmers Award und den Betty Mitchell Award, mit dem Stück Secret Garden wurde er für den Preis nominiert. Mit Fire und Judy! war er jeweils Finalist im Wettbewerb um den Dora Mavor Moore Award.

## Werke
- The Electrical Man, 1976
- Judy! (musikalische Biographie von Judy Garland), 1980
- The Children of the Night, 1982
- Sam Slick, The Clockmaker (Musik von A. MacDonald), 1983
- Love is Strange (mit David Young), 1984
- As Time Goes By (Musik von David Smyth und Peter Willson), 1986
- Fire, Musical (mit David Young), 1986
- Cheatin' Hearts (mit David Smyth), 1994
- Ubu the Barbarian (Songs von Joe Hall)
- Anne, 1998
- Merlin, 2002
- Tyrants
- Still Desire You (mit David Young, Musik von Melanie Doane), 2007